# Madouba
Madouba là một tổng thuộc  tỉnh Kossi ở phía tây  Burkina Faso. Thủ phủ là thị xã Madouba. Theo điều tra dân số năm 1996, tổng này có tổng dân số 5.949 người .

## Các thị xã và làng xã
- Madouba	(265 dân) (thủ phủ)
- Bankoumani	(599 dân)
- Bokuy	(425 dân)
- Dina	(327 dân)
- Kiko	(368 dân)
- Kolokan	(1 502 dân)
- Pia n°2	(871 dân)
- Poro	(417 dân)
- Touba	(873 dân)
- Yourouna	(302 dân)